# Molí d'en Jaume Roca
El Molí d'en Jaume Roca és una obra de Passanant i Belltall (Conca de Barberà) inclosa a l'Inventari del Patrimoni Arquitectònic de Catalunya.

## Descripció
Molí totalment derruït. A l'escut de la llinda de la porta hi ha gravat el nom de Jaume roca i la data de 1817.

## Història
Es troba a la dreta del Torrent de Forés, afluent del riu Corb. Conserva el cacau rodó de pedra molt ben cairejada, de dos metres de diàmetre.